# Николенское
Николенское — село в Гулькевичском районе Краснодарского края России. Административный центр Николенского сельского поселения.

## Варианты названия
- Николаевское,
- Николенский,
- Николинский[2],
- Никоненка (разг.)[источник не указан 141 день]

## Население
| 2002 | 2010  |
| ---- | ----- |
| 2121 | ↗2227 |

## Культура
В Николенском находится Дом Культуры.
Село принимает активное участие в деятельности сельскохозяйственных праздников (день села, день урожая и др.).

## Образование
На территории села находится средняя общеобразовательная школа (МБОУ СОШ № 18). Школа принимает детей не только с села, но и близлежащих хуторов (х. Ивлев, х. Булгаков, х. Лебедев х. Вербовый, х. Орлов).

## Достопримечательности
По ул. Октябрьской находится памятник В. И. Ленину.

## Улицы
- пер. Свободный,
- ул. Заречная,
- ул. Мира,
- ул. Набережная,
- ул. Октябрьская,
- ул. Олимпийская,
- ул. Светлая,
- ул. Энергетиков[5].